# Alfreda de Crowland
Santa Alfreda  (f. ca. 795) (también escrito como Ælfthryth, Alfritha, Aelfnryth, Etheldreda) es una santa venerada en la Iglesia católica como virgen y eremita. 

## Biografía
Según unas leyendas con poco rigor histórico, Alfreda era hija del rey Offa de Mercia. Fue desposada con San Elhelberto, pero cuando éste llegó a la corte de Offa para pedir a su esposa, fue asesinado alevosamente por Cynethryth, reina de Offa.
Después de esto, Alfreda se retiró a los pantanos de la abadía de Crowland, donde construyó una celda y vivió como una ermitaña hasta el final de sus días. Es imposible no sospechar la existencia de cierta confusión con Ælfflæd, otra hija de Offa, cuyo marido también fue asesinado a traición.